# ZSK
ZSK je německá skate punková punk rocková, hardcorová a melodický hardcorová skupina z Berlína.

## Historie
Skupina byla založena v roce 1997 v Göttingenu a krátce nato odehrála své první koncerty v levicových centrech pro mládež, squatech a na různých skateboardingových akcích. Následovala první demo nahrávka Keep Skateboarding Punkrock, díky které začali dostávat nabídky dělat předkapelu známým skupinám jako například pro Terrorgruppe. V roce 2000 vydali ve spolupráci s kapelou Blowing Fuse své první album. O dva roky později se přesunuli do Berlína a vydali první vlastní album Riot Radio. Poté z kapely odešel druhý kytarista Niki a jeho místo obsadil Beni. Následovala vystoupení v předprogramu skate punkových kapel Venerea, Anti-Flag, Donots a The (International) Noise Conspiracy. Na podzim 2004 vydali další album From Protest to Resistance. Poté hráli jako předkapela například pro The Distillers, Dead Kennedys, Good Riddance a Social Distortion. Do roku 2014 odehráli kolem 300 koncertů v devíti různých zemích. V roce 2005 hráli jako předkapela pro Die Toten Hosen a Bad Religion. V roce 2006 vydali své třetí album Discontent Hearts And Gasoline a vyjeli na turné s Taking Back Sunday a Bloodhound Gang. V únoru 2007 vydali své první živé DVD Wenn so viele schweigen, müssen wir noch lauter schreien. To obsahovalo DVD s devíti živými skladbami jako předkapela Die Toten Hosen, 90minutovou autobiografii, všechny vydané hudební klipy a CD se šesti dosud nevydanými a devíti živými skladbami (rovněž jako předkapela Die Toten Hosen). 24. března 2007 na rozlučkovém koncertě v Hamburku oznámili rozpad kapely. Ta funguje opět od roku 2011, ovšem s novým bubeníkem Matthiasem. 10. května 2013 vyšlo jejich nové album Herz für die Sache.

## Diskografie
- Riot Radio (2002)
- From Protest to Resistance (2004)
- We are the Kids (2005)
- Discontent Hearts and Gasoline (2006)
- Herz für die Sache (2013)
- Hallo Hoffnung (2018)